# 고가 도코
고가 도코(일본어: 古賀 塔子, 2006년 1월 6일 ~ )는 일본의 여자 축구 선수이다.

## 국가대표팀 경력
2022년 FIFA U-17 여자 월드컵에 출전했다.
그녀는 2022년 아시안 게임에 참가할 일본 국가대표 B팀에 발탁되었으며, 일본이 우승을 달성하는데 크게 기여하였다.
그녀는 2023년 11월 30일 브라질과의 경기에서 일본 국가대표팀에 데뷔했다. 2024년 하계 올림픽에도 출전했다.

## 통계
| 일본 | 일본 | 일본 |
| 연도 | 출전 | 득점 |
| ---- | ---- | ---- |
| 2023 | 2    | 0    |
| 2024 | 10   | 1    |
| 통산 | 12   | 1    |